# Список переименованных населённых пунктов Свердловской области
В данном списке приведены населённые пункты, расположенные согласно современному административно-территориальному делению в Свердловской области России, название которых изменялось.

## А
- Ирбитские Вершины → Алтынай (1943, посёлок городского типа)[1]
- Егоршино → Артёмовский (1938, город)[2]
- Куделька → Асбест (1933, город)[3]

## Е
- Екатеринбург → Свердловск (1924) → Екатеринбург (1991)[2]

## З
- Бабенки → Заречная (сельский населённый пункт)[4]
- Дрянная → Заречная (сельский населённый пункт)[5]
- Забегалово → Заречный (сельский населённый пункт)[6]

## К
- Богословск → Карпинск (1941, город)[7]
- Калата → Кировград (1935, город)[8]
- Турьинский → Краснотурьинск (1944, город)[9]
- Богомолстрой → Уралмедьстрой (1929) → Красноуральск (1932, город)[10]

## Л
- Водолечебница → Липовка (сельский населённый пункт)[11]

## П
- Васильевско-Шайтанский → Первоуральский → Первоуральск (1933, город)[12]

## Р
- Ауэрбаховское → Рудничный (посёлок городского типа)[4]

## С
- Надеждинский Завод (1894, посёлок) → Надеждинск (1926, город) → Кабаков (1934) → Серов (1939)[13]

## У
- Красный Урал → Уралец (сельский населённый пункт)[14]

## Источник
- Е. М. Поспелов. Имена городов: вчера и сегодня (1917—1992): Топонимический словарь. — Москва: Русские словари, 1993. — 249 с.